# Franz Xaver Kuttnar

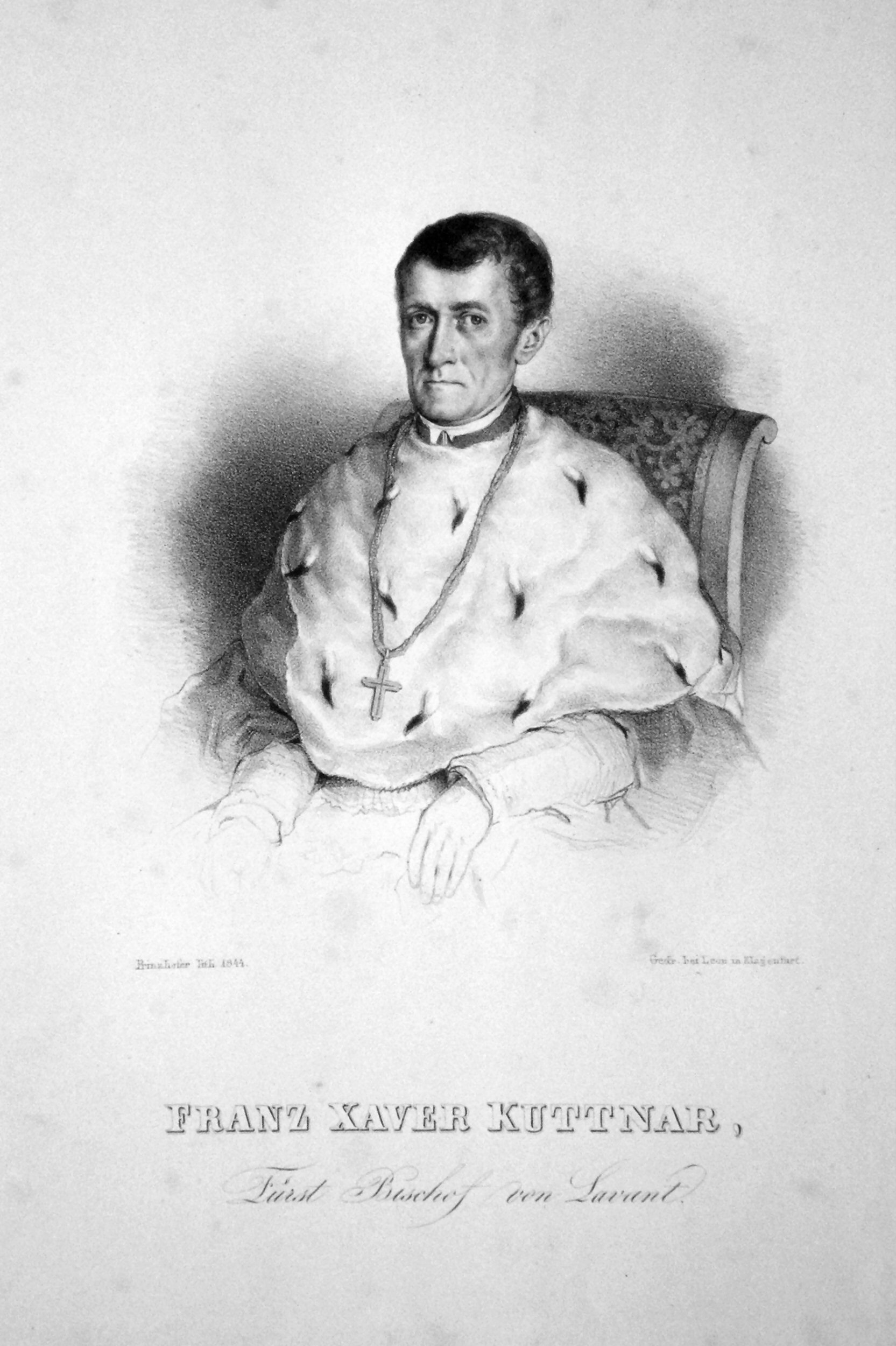
Fürstbischof Franz Xaver Kuttnar (Lithographie von August Prinzhofer, 1844)

Franz Xaver Kuttnar (slow. auch Franc Ksaver Kutnar) (* 26. Oktober 1793 in Šentvid pri Stični (dt. hist. Schahmannstal bei Sittich), Unterkrain; † 8. März 1846 in St. Andrä im Lavanttal) war Fürstbischof der Diözese Lavant.

## Leben
Franz Xaver Kuttnar wurde als Sohn eines slowenischen Bauern und Kaufmannes geboren. Die Normalschule, das Gymnasium und das Priesterseminar besuchte er in Laibach, wo er am 21. Jänner 1816 zum Priester geweiht wurde. Zwei Jahre später ernannte ihn der Bischof von Laibach (Ljubljana) Augustin Johann Joseph Gruber zum Hofkaplan und Konsistorialkanzler.
Im Jahr 1824 folgte Franz Xaver Kuttnar Augustin Johann Josef Gruber nach Salzburg, als dieser zum dortigen Erzbischof ernannt wurde. Bald setzte sich Kuttnar mit seiner Arbeit in Salzburg durch und wurde auf wichtige Posten in der Erzdiözese ernannt. Am 3. März 1844 wurde er von Friedrich Johannes Jacob Cölestin von Schwarzenberg in Salzburg zum Bischof von Lavant geweiht und wurde am 19. März in St. Andrä im Lavanttal inthronisiert.
Kuttner war schon seit seiner Priesterweihe lungenkrank, weswegen er frühzeitig starb. Er wurde in der Friedhofskapelle von St. Andrä bestattet.